# Rola Sleiman
Rola Sleiman (arabisch رولا سليمان, DMG Rūlā Sulaimān; * 1975 in Tarabulus, Libanon) ist eine libanesisch-syrische Pastorin der Nationalen Evangelischen Kirche in Syrien und Libanon. Mit ihrer Ordination 2017 ist sie die erste Frau, die in der arabischen Welt in das Priesteramt berufen wurde.

## Leben
Rola Sleiman wurde als Tochter eines Syrers und einer Libanesin in Tarabulus geboren, wo sie in der Gemeinde der Evangelischen Presbyterianischen Kirche Tarabulus in der Rahibat-Straße aufgezogen wurde. In der Zeit des Libanesischen Bürgerkrieges besuchte sie die Evangelische Schule, die sich damals noch in der Altstadt von Tarabulus befand, und errang dort auch die Allgemeine Hochschulreife. Danach studierte sie in Beirut an der Nahöstlichen Theologischen Schule Theologie und schloss dieses Studium 1997 als Bachelor ab. Dann zog sie in die Bekaa-Ebene, um dort in der christlichen Erziehung zu arbeiten. 2006 kehrte sie nach Tarabulus zurück, wo sie an der Evangelischen Schule Ethik unterrichtete. Rola Sleiman war gleichzeitig aktiv in der evangelischen Gemeinde, wo der 1958 in Aleppo geborene George Bitar seit dem 2. September 1990 ordinierter Pastor und gleichzeitig auch für die Kirche in Meniara verantwortlich war. 2006 reiste Bitar in die Vereinigten Staaten von Amerika, und Rola Sleiman wurde als ausgebildete Theologin mit seiner Vertretung in den Gottesdiensten beauftragt. Auf Grund des israelisch-libanesischen Krieges vom 12. Juli bis zum 14. August 2006 konnte Bitar jedoch nicht zurückkehren. Erst nach einem halben Jahr kam er kurzzeitig zurück, um dann 2007 Libanon für immer zu verlassen und sich in den Vereinigten Staaten niederzulassen. So war die Gemeinde in Tarabulus ohne offiziellen Pastor, doch Rola Sleiman hatte inzwischen dauerhafte Gottesdiensterfahrung. Da es zu diesem Zeitpunkt jedoch noch keine Frauenordination gab, durfte sie keine Amtshandlungen wie Taufen, Trauungen und die Ausgabe des Abendmahls durchführen. Darüber hinaus fehlte ein offizieller – männlicher – Vertreter der Gemeinde Tarabulus in der Nationalen Evangelischen Synode in Syrien und Libanon. Anfragen aus der Synode wurden von Gemeindevertretern damit beantwortet, dass Rola Sleiman, an die sie inzwischen gewöhnt waren, Repräsentantin der Gemeinde sein solle. Die Synode genehmigte dies mit 23 Ja-Stimmen gegen eine Nein-Stimme. So war Rola Sleiman ab 2009 fest angestellte Predigerin der Gemeinde.
Der Übergangszustand dauerte noch einige Jahre. Im Januar 2017 beschloss die Nationale Evangelische Synode in Syrien und Libanon, die Frauenordination zuzulassen, und am 26. Februar 2017 wurde Rola Sleiman in Tarabulus als erste Frau in der arabischen Welt zur Pastorin mit dem vollen Recht zur Erteilung aller Sakramente ordiniert, noch bevor ihr am 24. März 2017 Najla Kassab in Rabieh (etwa 13 km nördlich von Beirut) als zweite Pastorin folgte.
Als Rola Sleiman 2017 zu den Ehren des Priesteramtes kam, waren etwa 6 % der Bevölkerung von Tarabulus Christen – weitaus weniger als in früheren Zeiten –, und zur Nationalen Evangelischen Kirche gehörten in der Stadt etwa 33 Familien. Da Rola Sleimans Vater Syrer und nur ihre Mutter Libanesin war, besitzt sie nur die syrische und nicht die libanesische Staatsbürgerschaft, obwohl sie in Libanon geboren, aufgewachsen und immer dort wohnhaft gewesen ist. Sie will sich auch gegen diese staatliche Benachteiligung von Frauen einsetzen.
Ihr syrischer und nicht libanesischer Pass brachte Rola Sleiman im Mai 2017 in Schwierigkeiten, als die Regierung des Vereinigten Königreichs ihr die Ausgabe eines Visums zur Einreise zu einer Generalversammlung der Kirche von Schottland verweigerte, zu der sie als Rednerin eingeladen worden war. Obwohl es nach Intervention der schottischen Kirche dann von höherer Stelle eine Anweisung zur Ausgabe des Visums gab, wurde sie daran gehindert, das Flugzeug von Beirut ins Vereinigte Königreich zu betreten.